# NGC 6587
NGC 6587 é uma galáxia elíptica (E/SB0) localizada na direcção da constelação de Hercules. Possui uma declinação de +18° 49' 33" e uma ascensão recta de 18 horas, 13 minutos e 50,8 segundos.
A galáxia NGC 6587 foi descoberta em 31 de Julho de 1864 por Albert Marth.